# Cometa (HVDC)
A Cometa (spanyolul COnexión MEditerránea Transporte Alta tensión; ismert még mint Majorca–Valencia távvezeték vagy Romulus project) egy 247 km hosszúságú, 230 kV-os nagyfeszültségű egyenáramú tenger alatti távvezeték Spanyolországban Morvedre és Santa Ponsa között. Építtetője és kezelője a Red Electrica de España. Maximális teljesítménye 200 MW, a feszültség 250 kV. Megépítése azért volt szükséges, hogy a spanyol áramhálózattól elszigetelten működő mallorcai áramhálózat összeköttetésbe kerüljön a szárazföldi hálózattal, ezzel nagyobb biztonságot nyújtva a szolgáltatás zavartalanságában.

## Története
2007. szeptember 26-án írták alá a szerződést a Red Electrica de España, valamint a Nexans és a Prysmian kábelgyártók között.2007. október 9-én szerződést írtak alá a Siemens-sel a két átalakító állomás építésére.
Az első kábel lefektetése 2011. január 13-án kezdődött, a második kábel lefektetése pedig 2011. január 27-én. Az első kábelt a Giulio Verne kábelhajó, a második kábelt a Nexans Skagerrak kábelhajó fektette le.  Az árokásást az Edda Fjord többcélú ellátóhajója (MPSV) és az Argo I. kotrógép vízsugarai végezték.
A COMETA 2012 elején kezdte meg működését, kezdetben csökkentett kapacitással, majd teljes mértékben 2012 augusztusától. A projekt teljes költsége 375 millió Euró volt. Az első üzemeltetési negyedévben a spanyol hálózatüzemeltető becslése szerint a csatlakozás évi 25 millió euró megtakarítást jelentett a szigetek hatékonyabb ellátása és a kevesebb szén-dioxid-kibocsátási jog miatt.
A kapcsolatot Ibiza és a Formentera felé tervezik kibővíteni egy második 115 km hosszúságú, 800 m mélységben haladó víz alatti kábellel, 132 kV váltakozó feszültséggel üzemeltetve.

## Technikai jellemzők
A kábelt a Prysmian Group és a Nexans SA készítette és fektette le.